# DR 137 025 bis 027
Die DR 137 025 bis 027 waren drei dieselelektrische Verbrennungsmotortriebwagen der Deutschen Reichsbahn. Sie waren im Einheitsdesign der Reichsbahn-Triebwagen, also abgerundeten Stirnwänden und Korbbogendach, ausgeführt. Sie hatten ferner Schürzen im Unterflurbereich, nur ausgeschnitten im Bereich der Drehgestelle. Sie wurden nach dem Zweiten Weltkrieg bei der Deutschen Bundesbahn geführt und als  VT 50 000–002 bis 1955 verwendet. Danach wurden sie bei verschiedenen Gesellschaften als Steuer- oder Beiwagen benutzt und sind heute nicht mehr vorhanden.

## Geschichte
Ein Jahr nach der Lieferung der Triebwagen 872–874 entstanden diese Fahrzeuge mit einem Wagenkasten, der in konsequentem Leichtbau hergestellt wurde, und einer etwa 100 PS schwächeren Antriebsanlage.  Die Deutsche Reichsbahn wollte mit diesen Fahrzeugen die Erprobungsbasis für dieselelektrische Fahrzeuge weiter ausdehnen. Die im März 1932 bestellten Fahrzeuge wurden 1933 bei Linke-Hofmann-Busch gefertigt und Ende des Jahres sowie Anfang 1934 ausgeliefert. Alle wurden im Reichsbahnausbesserungswerk Nürnberg abgenommen und danach im Raum Nürnberg verwendet. 1937 waren alle drei Wagen in Würzburg beheimatet. Mit Kriegsbeginn wurden sie abgestellt. Es sind keine Einsätze während des Krieges bekannt.
Nach dem Krieg fanden sich alle drei Fahrzeuge im Gebiet der späteren Deutschen Bundesbahn wieder und erhielten später die Bezeichnung VT 50 000 bis 002. In dieser Stammnummer wurden die Fahrzeuge mit 90 km/h Höchstgeschwindigkeit und mit dem 300-PS-Motor der Motorenwerke Mannheim zusammengefasst. Bis 1949 waren die Fahrzeuge im Raum Nürnberg schadhaft abgestellt. Erst danach wurden sie aufgearbeitet und standen dem Betrieb ab 1951 im Bahnbetriebswerk Buchholz wieder zur Verfügung. 1952 wurde mit dem VT 50 000 der erste Triebwagen der Serie ausgemustert. Das Fahrzeug wurde in einen Steuerwagen umgebaut und fuhr in diesem Zustand bis 1962. Die anderen beiden Fahrzeuge hielten sich bis 1954 und 1955. Danach wurden sie als Beiwagen weiterverwendet. Sie wurden umgebaut, ein Wagen (2. Klasse) mit Steuereinrichtung, und bis 1968 im Harzvorland eingesetzt. Die Steuereinrichtung war 1965 nicht mehr vorhanden. Sie bekamen noch Computernummern: 5080 3020 001-0 (ABi) sowie 5080 2020 020-2 (Bi). Der erste Wagen wurde nach der Ausmusterung als Werkstattwagen 8600 in der BD Wuppertal verwendet.

## Konstruktive Merkmale
Der Aufbau der Fahrzeuge entsprach schon den Grundzügen der Einheitstriebwagen der Deutschen Reichsbahn mit der Anordnung der Maschinenanlage in einem Drehgestell des Fahrzeuges und den beiden Fahrmotoren in dem anderen Drehgestell, so wie es bei Serienfahrzeugen Standard bis Anfang der 1960er Jahre war. Anders als bei den Einheitstriebwagen lag der Dieselmotor bei diesen Wagen im hinteren Teil des Drehgestells und der Generator vorn. Dadurch konnte der Dieselmotor in einem separaten Raum platziert werden, was für bessere Arbeitsbedingungen für den Lokführer auf der Dieselmotorseite sorgte. Der Wagenkasten des Fahrzeuges war schon nach konsequenter Leichtbauweise hergestellt. Die Fahrgasträume waren durch Vorräume erreichbar, die durch Drehtüren mit 450 Millimetern lichter Weite von außen abschließbar waren. Hinter dem vorderen Einstiegsbereich war der Maschinenraum mit dem Dieselmotor. Davor war ein Gepäckraum mit einer Ladefläche von 7 Quadratmetern. Dieser war mit einer Schiebetür mit 900 Millimeter lichter Weite beidseitig erreichbar. Im Anlieferungszustand hatten die Fahrzeuge einen Trockenabort ohne Waschgelegenheit.
Angetrieben wurden die Fahrzeuge von einem Sechszylinder-Viertakt-Dieselmotor RS 125 der Motorenwerke Mannheim. Dieser gab sein Drehmoment an die von der AEG Berlin entwickelte elektrische Leistungsübertragung ab. Der Hauptgenerator war eine fremderregte Gleichstrommaschine, die rollengelagert und eigenbelüftet war und gleichzeitig als Anlasser für den Dieselmotor diente. Die Erregermaschine war mit dem Hauptgenerator fest verflanscht und als Nebenschlussmaschine ausgebildet. Die beiden vierpoligen Fahrmotoren waren in Tatzlager-Bauweise im Triebdrehgestell gelagert. Sie übertrugen ihr Drehmoment auf die Antriebsräder durch ein einseitig angeordnetes Zahnradpaar.
Gesteuert wurde der Triebwagen von einer bei der AEG entwickelten Leistungssteuerung. Dabei wurde die Drehzahl des Dieselmotors in vier Drehzahlstufen und einer Überlaststufe in dem Drehzahlbereich von 460 bis 1100 Umdrehungen pro Minute reguliert. Die Überlaststufe bei ebenfalls 1100 Umdrehungen pro Minute und erhöhter Füllung für 330 PS Mehrleistung musste am Fahrschalter gegen Federkraft eingeschaltet und festgehalten werden. Abgestellt wurde der Dieselmotor über die Fahrsteuerwalze des Fahrschalters ebenfalls gegen Federkraft von der Leerlaufstufe aus. Neben der Fahrsteuerwalze hatte der Fahrschalter eine Umschaltwalze, mit den Betriebsstellungen Anlasstellung, Pumpenstellung für den Luftverdichterantrieb, Vorwärts I mit vollem Feld der Fahrmotoren, Vorwärts II mit Feldschwächung der Fahrmotoren und Rückwärts.
Ausgerüstet waren die Fahrzeuge mit einem Bordnetz von 110 Volt. Es war so ausgelegt, dass ein Steuerwagen mit versorgt werden konnte. Als Sicherheitsschaltung wurde die sogenannte Totmanneinrichtung verwendet, bei der der Lokführer die Fahrschalterkurbel ständig niederdrücken musste. Unterblieb diese Drückung um mehr als acht Sekunden, wurde eine Zwangsbremsung ausgelöst und der Dieselmotor auf Nullförderung gestellt. Der gleiche Effekt trat beim Unterbrechen des Druckes in der Hauptluftleitung, etwa beim Ziehen der Notbremse auf.